# Reggie Brown
Reginald B. "Reggie" Brown (født 28. september 1980) er en amerikansk komisk stemmelægger, skuespiller, model, forfatter og efterligner bedst kendt for sit portræt af den amerikanske præsident Barack Obama.
Brown er oprindeligt fra Chicago og blev født i landsbyen Maywood, Illinois, en forstad til Chicago. Da han voksede op, tog Brown sig af sine yngre brødre og søster. I gymnasiet, begyndte Brown at udføre imitationer af berømtheder, herunder aftryk af skuespilleren Sean Connery, komikeren Bill Cosby og den fiktive karakter Tony Soprano fra The Sopranos.
Brown begyndte at tage skuespil og stemm- lektioner hos Acting Studios Chicago, og begyndte snart som bidragyder til Fearless Radio, en on-line station, og som vært for Akira tv.
I juni 2011, tiførte Brown underholdning på Republican Leadership Conference med vittigheder om præsident Obama. Men da Brown fortalte vittigheder om potentielle republikanske præsidentkandidater i 2012, blev hans mikrofon frakoblet, og han blev eskorteret væk scenen, da han var begyndt sin sekvens om Michelle Bachmann.

## Filmografi
- Hannah Montana (2010)
- Huckabee (2010)
- Lopez Tonight (2010)
- Jimmy Kimmel Live! (2011)
- Piscopo After Dark (2010
- Stossel (2011)
- The Obama Effect (2008)
- The Tonight Show with Jay Leno (2011)
- Workaholics (2011)
- WWE Capitol Punishment (2011)